# Hamra (Beirut)
Hamra (arabisch الحمراء, DMG al-Ḥamrāʾⓘ) ist ein Viertel (Sektor 34) in Beirut (Stadtbezirk Ras Beirut), Libanon. Das Zentrum des Viertels, die Hamra Street, ist für seine Modegeschäfte, sowie seine vielen Restaurants, Cafés, Bars und Hotels bekannt. Darüber hinaus ist die Gegend für ihr lebendiges Nachtleben bekannt.
Die Amerikanische Universität Beirut und die Libanesisch-Amerikanische Universität sind im Viertel Hamra.
Hamra ist als ein kulturelles Zentrum von Beirut bekannt, in dessen Cafés sich Denker und Politiker trafen, um ihre Ideen zu diskutieren. Einige Ruinen des Libanesischen Bürgerkriegs sind bis heute sichtbar, wobei das Viertel auch fortlaufend urban entwickelt wird. Die Hauptstraße, Hamra Street, ist bis heute ein Ort von Kunst – auf den Wänden der Gebäude sind entlang der gesamten Straße eindrucksvolle Graffiti. Ein bekanntes Beispiel ist ein großes Graffiti der Sängerin Sabah.
Heute ist Hamra, unter anderem, ein Zentrum für Finanzen und Immobilienentwicklung.